# Michael Hester
Michael Hester (Auckland, 1972. május 2. –) új-zélandi nemzetközi labdarúgó-játékvezető. Polgári foglalkozása tengerésztiszt.

## Pályafutása

### Labdarúgóként
Fiatal korában ismerkedett meg a labdarúgással. A Northern League-ban, az NZ Navy haditengerészeti csapatban játszott. Sportolóként sokat kritizálta a játékvezetők munkáját. Labdarúgó pályafutása végéhez közeledve határozta el, hogy vizsgát tesz.

### Nemzeti játékvezetés
A játékvezetői vizsgát 2001-ben Aucklandban tette le. A FIFA tehetséggondozó programja keretében 2002-ben a játékvezetői akadémia keretébe került, 2004-ben lett a nemzeti A-Liga játékvezetője.

### Nemzetközi játékvezetés
Az Új-zélandi labdarúgó-szövetség (NZFC) Játékvezető Bizottsága (JB) terjesztette fel nemzetközi játékvezetőnek, a Nemzetközi Labdarúgó-szövetség (FIFA) 2007-től tartotta nyilván bírói keretében. A FIFA JB központi nyelvei közül a angolt beszéli. Több válogatott és nemzetközi klubmérkőzést vezetett, vagy működő társának 4. bíróként segített. Az Új-zélandi nemzetközi játékvezetők rangsorában, a világbajnokság-Óceán-bajnokság sorrendjében többedmagával az 1. helyet foglalja el 7 találkozó szolgálatával.

#### Világbajnokság

##### U17-es labdarúgó-világbajnokság
Nigéria rendezte a 13., a 2009-es U17-es labdarúgó-világbajnokságot, ahol a FIFA JB asszisztensként foglalkoztatta.

###### 2009-es U17-es labdarúgó-világbajnokság
| Időpont            | Helyszín                      | Mérkőzés típusa              | Mérkőzés                   | Eredmény | Nézők száma |
| ------------------ | ----------------------------- | ---------------------------- | -------------------------- | -------- | ----------- |
| 2009. október 24.  | Teslim Balogun Stadion, Lagos | csoportmérkőzés (B. csoport) | Mexikó–Svájc               | 0 : 2    | 9 870       |
| 2009. október 28.  | U.J. Esuene Stadion, Calabar  | csoportmérkőzés (C. csoport) | Irán–Kolumbia              | 0 : 0    | 8 600       |
| 2009. november 1.  | Ahmadou Bello Stadion, Kaduna | csoportmérkőzés (F. csoport) | Dél-Korea–Algéria          | 2 : 0    | 14 755      |
| 2009. november 5.  | Sani Abacha Stadion, Kano     | egyik nyolcaddöntő           | Spanyolország–Burkina Faso | 4 : 1    | 14 000      |
| 2009. november 12. | Teslim Balogun Stadion, Lagos | egyik elődöntő               | Kolumbia–Svájc             | 0 : 4    | 18 011      |

---
2008-ban a FIFA bejelentette, hogy a Dél-Afrikai rendezésű, a XIX., a 2010-es labdarúgó-világbajnokságra, az Óceániai zónából Peter O'Leary (Új-Zéland) társával együtt a lehetséges játékvezetők átmeneti listájára jelölte. A FIFA JB 2010. február 5-én kijelölte a (június 11.-július 11.) közötti közreműködő harminc játékvezetőt, akik Kassai Viktor és 28 társa között ott lehet a világtornán. Az érintettek március 2-6. között a Kanári-szigeteken vettek részt szemináriumon, ezt megelőzően február 26-án Zürichben orvosi vizsgálaton. A döntő küzdelmek közül egy csoportmérkőzésen kapott bírói feladatot.

##### 2010-es labdarúgó-világbajnokság

###### Világbajnoki mérkőzés
| Időpont          | Helyszín                               | Mérkőzés típusa              | Mérkőzés              | Eredmény | Nézők száma |
| ---------------- | -------------------------------------- | ---------------------------- | --------------------- | -------- | ----------- |
| 2010. június 12. | Nelson Mandela Stadion, Port Elizabeth | csoportmérkőzés (B. csoport) | Dél-Korea–Görögország | 2 : 0    | 31 513      |

#### Olimpia
Kína adott otthont a XXIX., a 2008. évi nyári olimpiai játékok labdarúgó tornájának, ahol a FIFA JB bíróként foglalkoztatta.

##### 2008. évi nyári olimpiai játékok
| Időpont             | Helyszín                   | Mérkőzés típusa              | Mérkőzés                   | Eredmény | Nézők száma |
| ------------------- | -------------------------- | ---------------------------- | -------------------------- | -------- | ----------- |
| 2008. augusztus 10. | Olimpiai Stadion, Tiencsin | csoportmérkőzés (B. csoport) | Egyesült Államok–Hollandia | 2 : 2    | 45 016      |
| 2008. augusztus 13. | Városi Stadion, Sanghaj    | csoportmérkőzés (D. csoport) | Dél-Korea–Honduras         | 1 : 0    | 34 160      |

#### OFC-nemzetek kupája
2010-es labdarúgó-világbajnokság-selejtező (OFC) második fordulójában rendezték meg az OFC-nemzetek kupáját, ahol az Óceániai Labdarúgó-szövetség (OFC) JB szakmai munkájának elismeréseként bíróként foglalkoztatta.
| Időpont             | Helyszín                            | Mérkőzés típusa        | Mérkőzés                     | Eredmény | Nézők száma |
| ------------------- | ----------------------------------- | ---------------------- | ---------------------------- | -------- | ----------- |
| 2007. augusztus 25. | Toleafoa J.S. Blatter Stadion, Apia | selejtező (A. csoport) | Tahiti–Új-Kaledónia          | 0 : 1    | 400         |
| 2007. szeptember 1. | Toleafoa J.S. Blatter Stadion, Apia | selejtező (A. csoport) | Cook-szigetek–Tuvalu         | 4 : 1    | 200         |
| 2007. augusztus 29. | Toleafoa J.S. Blatter Stadion, Apia | selejtező (B. csoport) | Amerikai Szamoa–Vanuatu      | 0 : 15   | 200         |
| 2007. szeptember 3. | Toleafoa J.S. Blatter Stadion, Apia | selejtező (B. csoport) | Szamoa–Salamon-szigetek      | 0 : 3    | 200         |
| 2007. szeptember 5. | Toleafoa J.S. Blatter Stadion, Apia | döntő csoport          | Fidzsi-szigetek–Vanuatu      | 3 : 0    | 600         |
| 2007. szeptember 7. | Toleafoa J.S. Blatter Stadion, Apia | döntő csoport          | Új-Kaledónia–Fidzsi-szigetek | 1 : 0    | 400         |

#### Konföderációs kupa
A 2010-es világbajnokság főpróbájaként Dél-Afrika rendezte a 2009-es konföderációs kupát, ahol a FIFA JB hivatalnokként alkalmazta.

##### 2009-es konföderációs kupa
| Időpont          | Helyszín                           | Mérkőzés típusa              | Mérkőzés                           | Eredmény | Nézők száma |
| ---------------- | ---------------------------------- | ---------------------------- | ---------------------------------- | -------- | ----------- |
| 2009. június 21. | Royal Bafokeng Stadion, Rustenburg | csoportmérkőzés (B. csoport) | Egyiptom–Amerikai Egyesült Államok | 0 : 3    | 23 140      |